# Vostok Rupes
La Vostok Rupes è una struttura geologica della superficie di Mercurio.